# Zbiornik Kijowski
Zbiornik Kijowski (ukr. Київське водосховище, trn. Kyjiwśke wodoschowyszcze) – sztuczny zbiornik wodny na Dnieprze, na terenie obwodu kijowskiego i czernihowskiego Ukrainy.
Zbiornik został utworzony na potrzeby budowy Kijowskiej Elektrowni Wodnej i napełniony w latach 1964–1966. Jego obszar pokrył 52 wsi, z których wysiedlono 30 tysięcy osób. Powierzchnia zalewu wynosi 922 km², a objętość zgromadzonej wody – 3,73 km³. Długość zbiornika to 110 km, średnia szerokość – 12 km.
Wpływają do niego rzeki: Teterew i Irpień (prawe dopływy).
Brzegi zbiornika są popularnym miejscem wypoczynku i wędkarstwa dla mieszkańców Kijowa. Ze względu na dużą powierzchnię Zbiornik Kijowski jest potocznie nazywany przez kijowian „Morzem Kijowskim”.

## Galeria

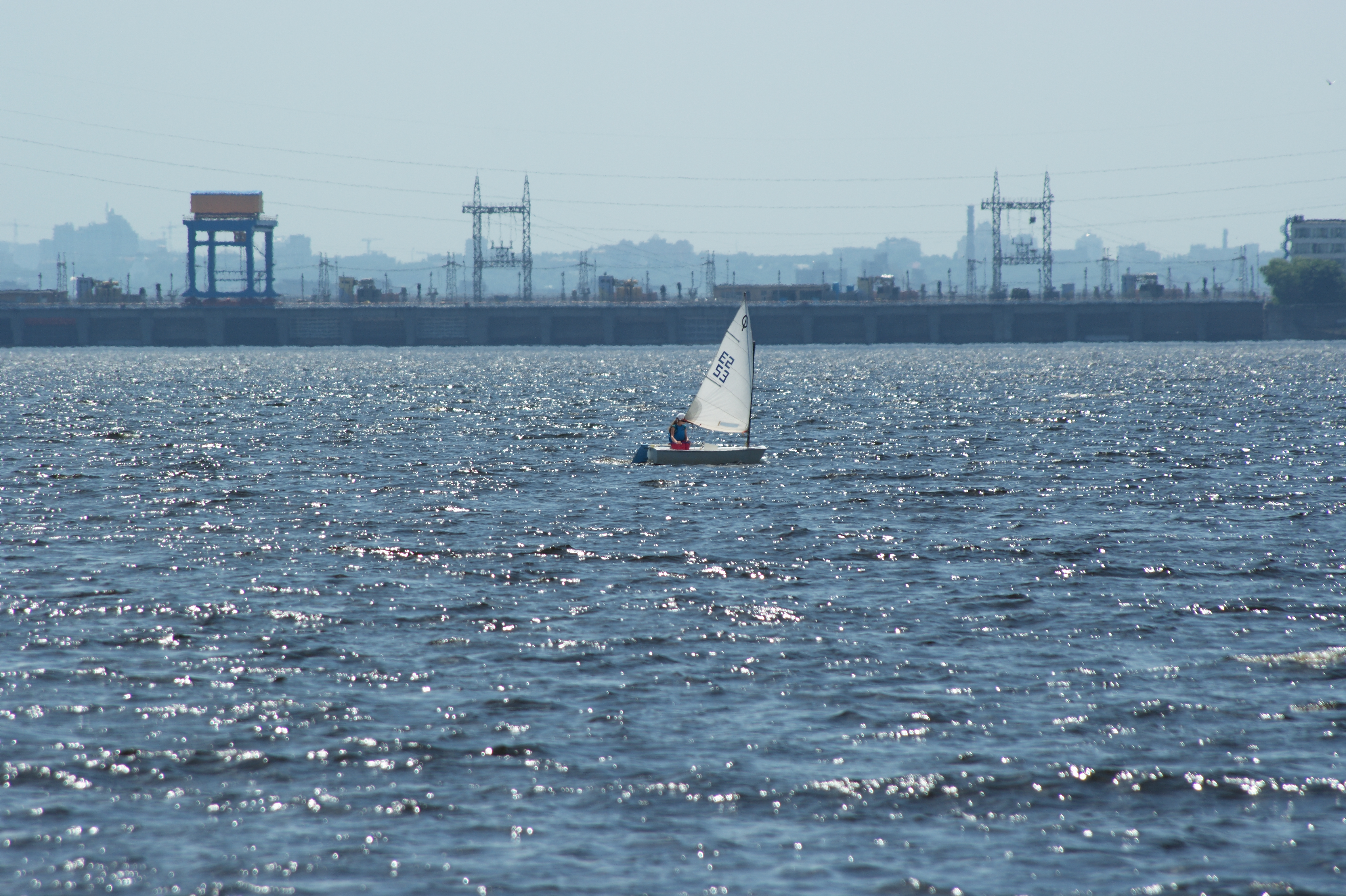
Żeglarze na Zbiorniku Kijowskim
Zachmurzone niebo nad Zbiornikiem Kijowskim
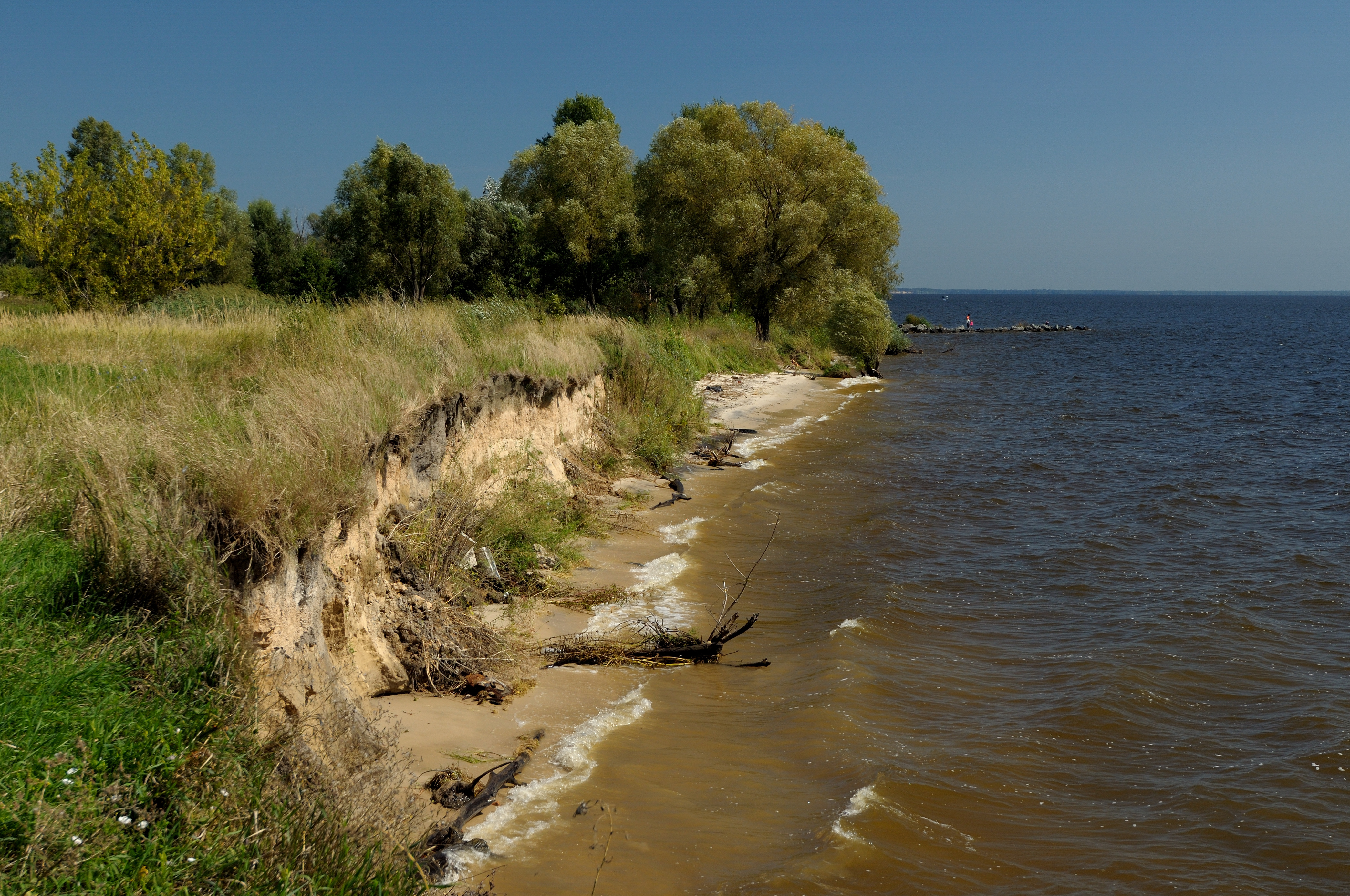
Brzeg Zbiornika Kijowskiego niedaleko wsi Jasnohorodka